# موبايل سيتي (تكساس)
موبايل سيتي (بالإنجليزية: Mobile City)‏ هي مدينة أمريكية تقع في ولاية تكساس.تبلغ مساحة هذه المدينة 0.1 (كم²)،ويبلغ عدد سكانها 196 نسمة حسب إحصاء سنة 2010 م. تشير إحصاءات سنة 2000م بأن الكثافة السكانية في هذه المدينة تقدر بـ(3783.8) نسمة/كم2.